# ممبة سوداء
الممبة السوداء أو المامبا السوداء هي أطول ثعبان سام في إفريقيا بطول في المتوسط يبلغ 2.5 مترًا، وتتزايد في بعض الأحيان لتصل إلى 4.3 مترًا. وينظر إليها على أنها أحد الحيوانات الأكثر فتكًا في إفريقيا والعالم، والممبة السوداء هي واحدة من الثعابين الأكثر إثارة للخوف في إفريقيا بسبب سمّها القوي وحجمها، وضراوة هجماتها. وهي مشهورة بأنها من أسرع الثعابين في العالم وقادرة على التحرك في أقل من 5.4 متر من الثانية (16-20 كم في الساعة).

## التصنيف
- هي أفعى من نوع الممبة ولها ثلاث أجناس مشابهة لها هي ممبة خضراء شرقية وأخرى غربية وممبة جاميسوني تم تصنيفها عام 1864 من طرف جونتر.

## الوصف
الممبة السوداء هي ثعبان كبير الحجم يصل طولها عادة إلى 2.5 متر، والممبة السوداء هي ثاني أطول ثعبان سام في العالم بعد الناشر الملك، ولها رأس كبير وطويل، لون جلدها رمادي فضي وفي بعض الأحيان بني أو الكاكي وهو ما يعكس اسمها فهي ليست سوداء الجلد. وزنها يصل إلى 1.6 كلغ، ويبلغ عمرها في البرية 11 عاما على الأقل. والممبة السوداء مشهورة بفمها الأسود والذي أخذ اسمها المشهور.

## الانتشار
تتواجد الممبة السوداء في إفريقيا، وتتوزع على نطاق واسع في كل من: شمال شرق جمهورية الكونغو الديمقراطية والسودان وجنوب غرب إثيوبيا وإريتريا والصومال وكينيا وشرق أوغندا وتنزانيا وجنوبا إلى موزمبيق ومالاوي وزامبيا وبوتسوانا وناتال في جنوب إفريقيا وأنغولا وناميبيا.
والممبة السوداء تتواجد في المناطق الذي يصل علوها إلى 1000 متر وأقل من علو 1800 متر.

### الموطن
تكيّفت الممبة السوداء مع مجموعة متنوعة من مناخات تتراوح بين السافانا، والغابات، والمنحدرات الصخرية والغابات الكثيفة والمستنقعات الرطبة في إفريقيا والأراضي العشبية التي تمتد عبر وسط وغرب وجنوب إفريقيا. الممبة السوداء تفضل أكثر البيئات القاحلة مثل الغابات الخفيفة والصخرية، وشبه القاحلة والجافة.

## السم
تبعا للجرعة المميتة للنصف (LD50) المقدرة في الفئران، فإن الجرعة المميتة للنصف للممبة السوداء كما ذكرت في المراجع كما يلي:
- حقن في النسيج تحت الجلد (الأكثر استخداما في العضات الحقيقية): 0.32 ملجم/كجم[2][3][4] 0.28 ملجم/كجم.[5][6]
- حقن بالوريد 0.25 ملجم/كجم[3] 0.011 ملجم/كجم.[7]
- حقن داخل الصفاق 0.30 ملجم/كجم (المتوسط)،[8] 0.941 ملجم/كجم. 0.05 ملجم/كجم.[9]

يُمكن أن تضع الأفعى 100-120 ملجم من السُمّ في العضّة الواحدة كمتوسط، 400 ملجم هو أكثر كمية تم تسجيلُها. العضة من المُمكن أن تقتل الإنسان خلالَ 20 دقيقة، ولكن الموت يحدث بعد 30-60 دقيقة، وفي بعض الأحيان يحدث بعد 3 ساعات. (فترة الموت تعتمد على عِدّة عوامل، مثل المستوى الصحي، الحجم، السن، الحالة النفسية للإنسان، كيفية الإختراق سواء بنابٍ واحد أو بكلا النابين، كمية السُمّ المحقونة، مكان العضة ومدى قُربها من الأوعية الدموية الرئيسية. صحة الأفعى والفترة منذ قيامها بضخ السُمّ آخر مرة عوامل هامة أيضًا.) حاليًا هُنالك مضادٌ للسُمّ مُتَعدد الكفاءة تُقدمهُ مؤسسة "SAIMR" في جنوب إفريقيا للبحوث الطبية (South African Institute for Medical Research) التي تُعالج عضات المومبا السوداء من الأماكن المختلفة.

## الاعتداء على البيئة

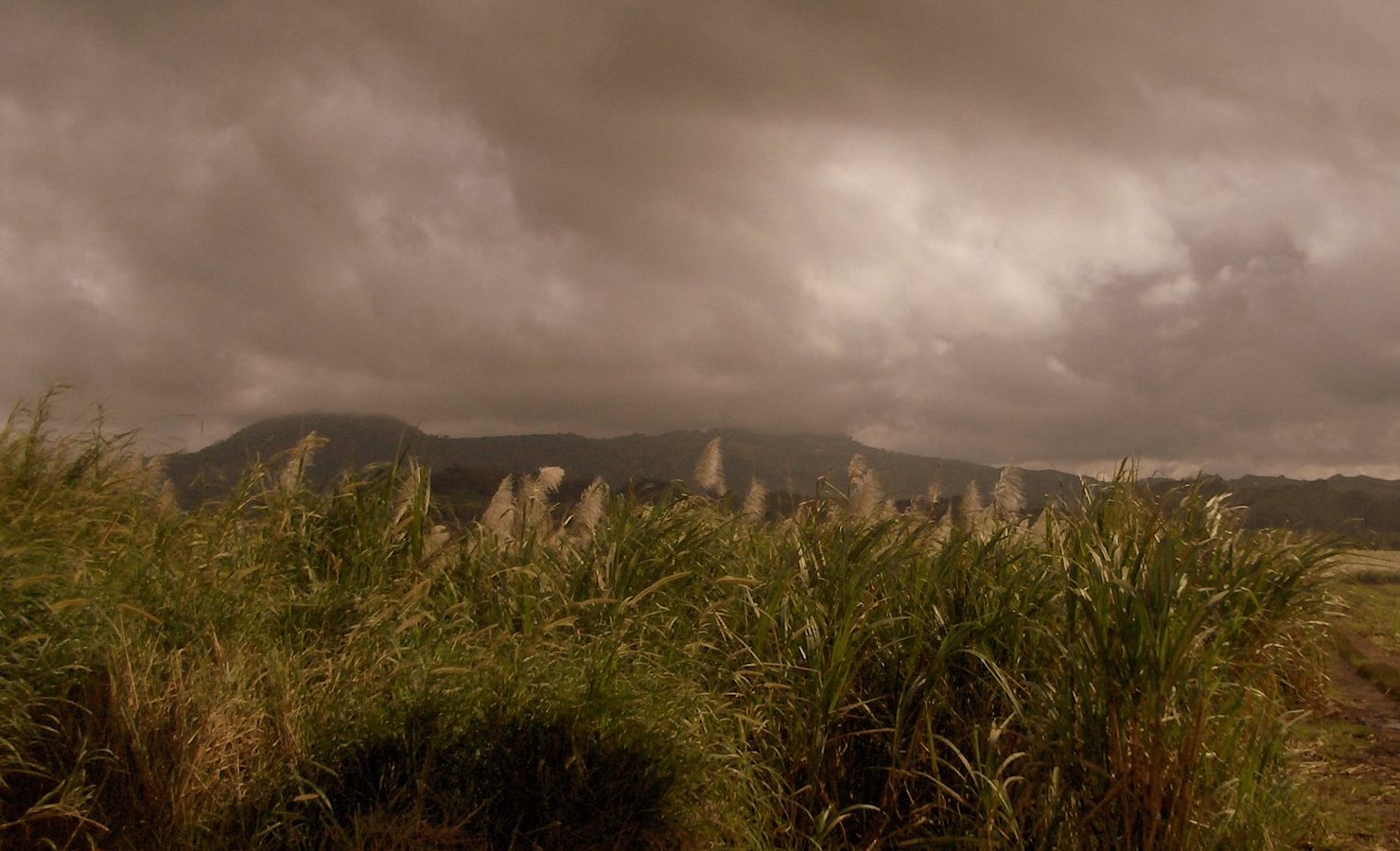
حقول قصب السكر التي تهيمن عليها الممبة السوداء

بسبب اعتداء السكان المحليين والمزارعين على المناطق البرية بزراعة القصب فإن حدوث لدغات في المناطق كثيرة الحدوث، بسبب جثوم الممبة السوداء على أشجار القصب لانتظار الفريسة أو الاستلقاء تحت أشعة الشمس.
غالبية الهجمات على الإنسان تحدث في حقول قصب السكر كما أن الآلاف من العمال يحرثون الحقول باليد. وهذا التعدي على الأراضي تسهم في الاتصال البشري مع الثعابين التي يحتمل أن تكون خطرة. ما يقرب من 20.000 شخص يموتون من لدغ الثعابين في كل عام، وسكان إسواتيني وجنوب إفريقيا عانت على مدى أجيال.

## السلوك
الممبة السوداء تستخدم سرعتها هرباً من التهديدات وليس لإصطياد فريسة والمعلوم أنها قادرة على الوصول بسرعة حوالي 20 كم/ ساعة
ولكن في رشقات نارية قصيرة يمكن أن تصل إلى سرعة 23 كم/ ساعة مما يجعلها من أسرع الثعابين وهي أيضا أفاعي خجولة وسرية بل تسعى للهرب عند التهديد، ولكنها قد تهاجم في أي لحظة، كما أنها تملك نفس التكتيك الذي هو للكوبرا الملكية من خلال نشر العنق الرفرفة، وفتح فمه الأسود، والهسهسة بشكل عدائي لمحاولة إخافة المهاجم قبل ضربه مرارا وتكرارا وضخ السم في منطقة الإصابة.
الممبة السوداء هي أفاعي نهارية، وعلى الرغم من أن اسمها يدل على تسلّق الشجرة إلا أنها نادرا ما تتسلق الأشجار.

### الصيد
الممبة السوداء هي مفترسة نهارية وتستعمل تقنية الكمين وذلك بانتظار الفريسة ثم الانقضاض عليها، وتسديد ضربات متتالية ومعروف عنها أنها ترفع جزءا منها إلى الأعلى (48 سم من الأرض) وعقد على عضلات الفرسية حتى الموت، أما قائمة أغذيتها فهي الطيور والفئران والخفافيش.

## المفترسات
يعتبر النمس الأصفر واحدا من أشهر مفترسي الممبة السوداء أو بيضها، تقتات عادة على الأفاعي الصغيرة أو البيض وهي مقاومة لسمية الممبة السوداء عن طريق الطفرات في مستقبلات nicotinic acetylcholine. هذه الطفرات تمنع السم من الانتشار في أنحاء الجسم وإيقاف الأعصاب وبالتالي مقاومتها دون خوف، ولكن رغم ذلك يتحاشى النمس الأصفر الأفاعي الكبيرة بسبب طولها الذي يستطيع إحاطة النمس والقضاء عليه على طريقة الأناكوندا.

## الصور

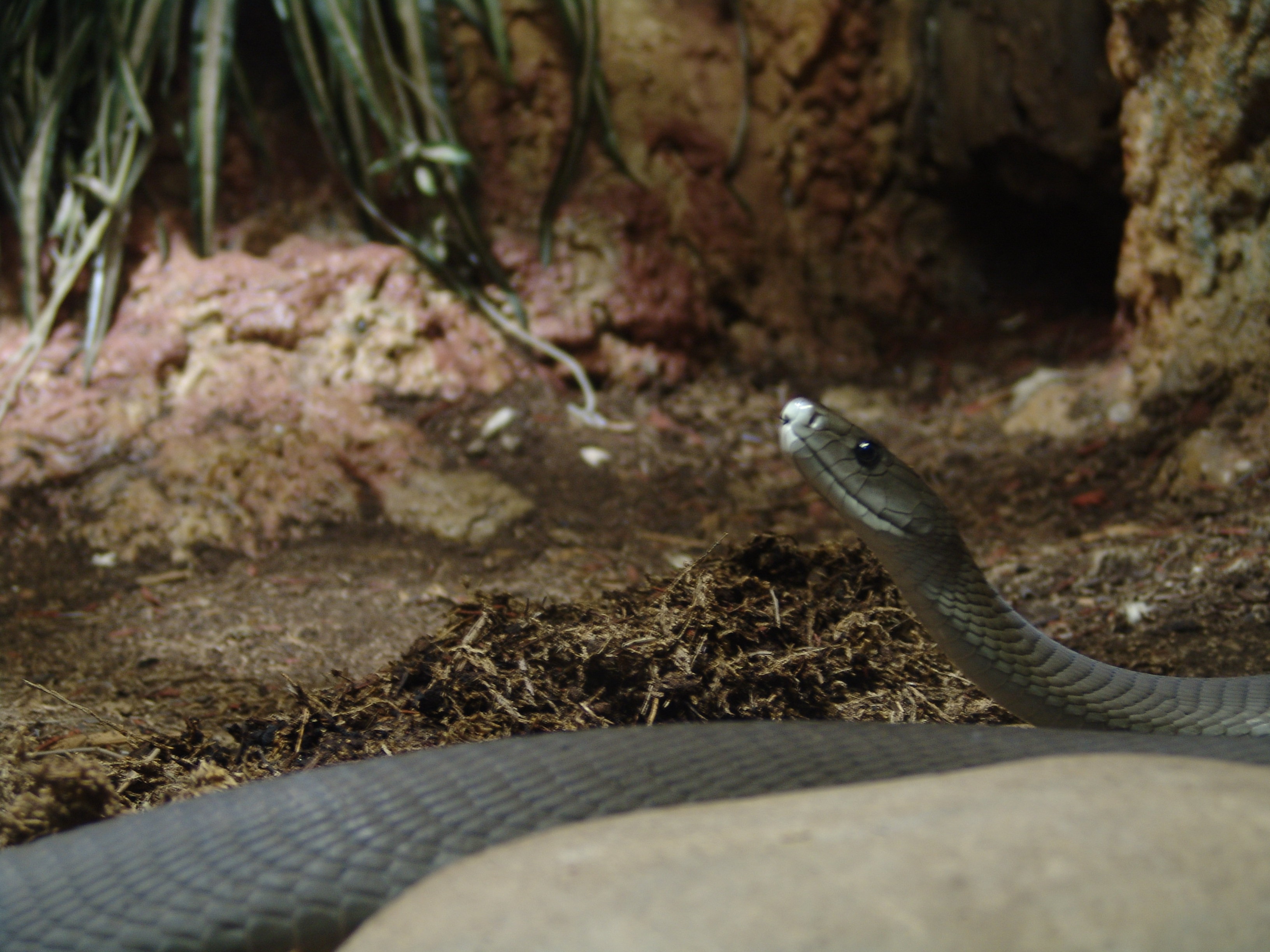
ممبة سوداء في ويلمينغتون
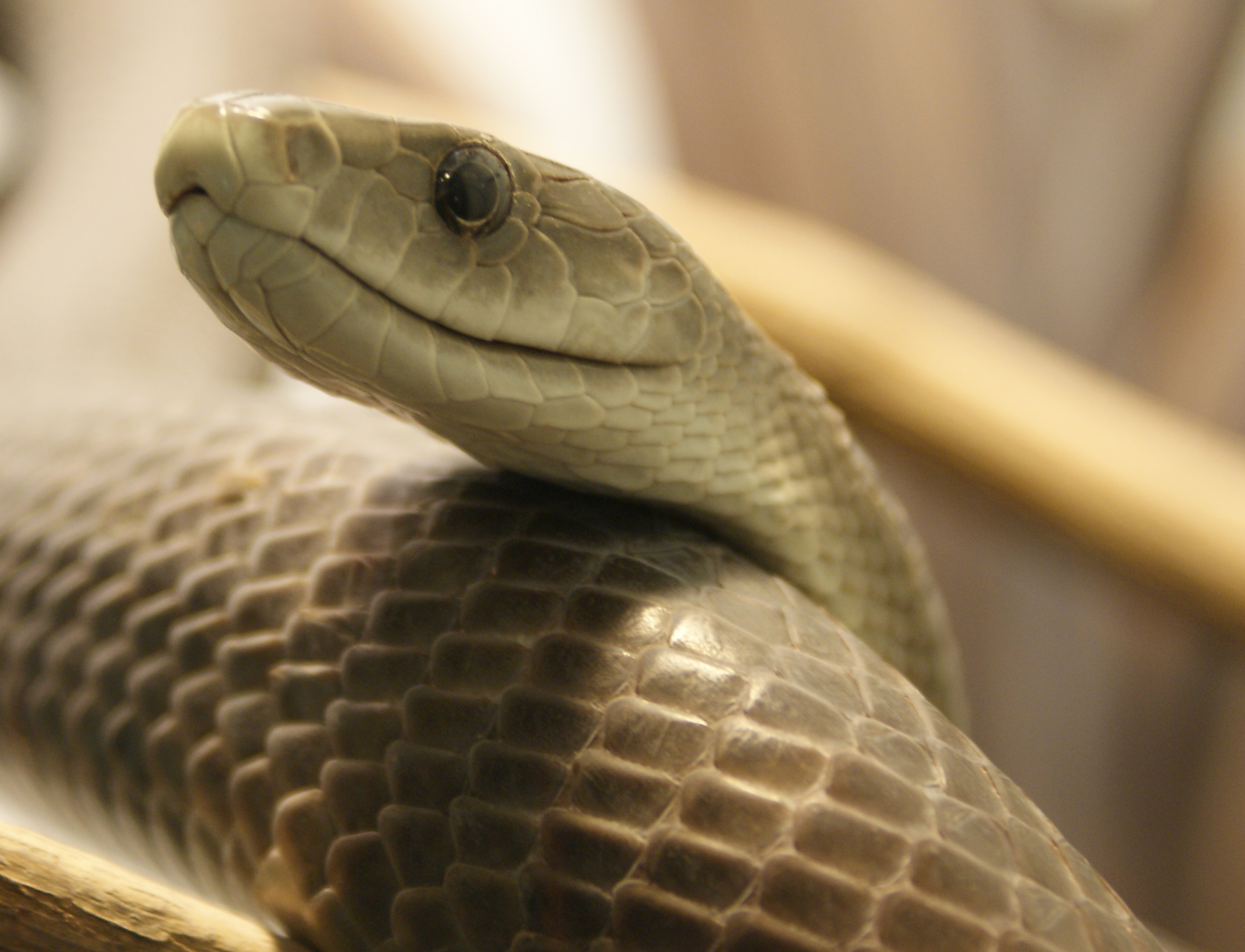
رأس ممبة سوداء عن قرب
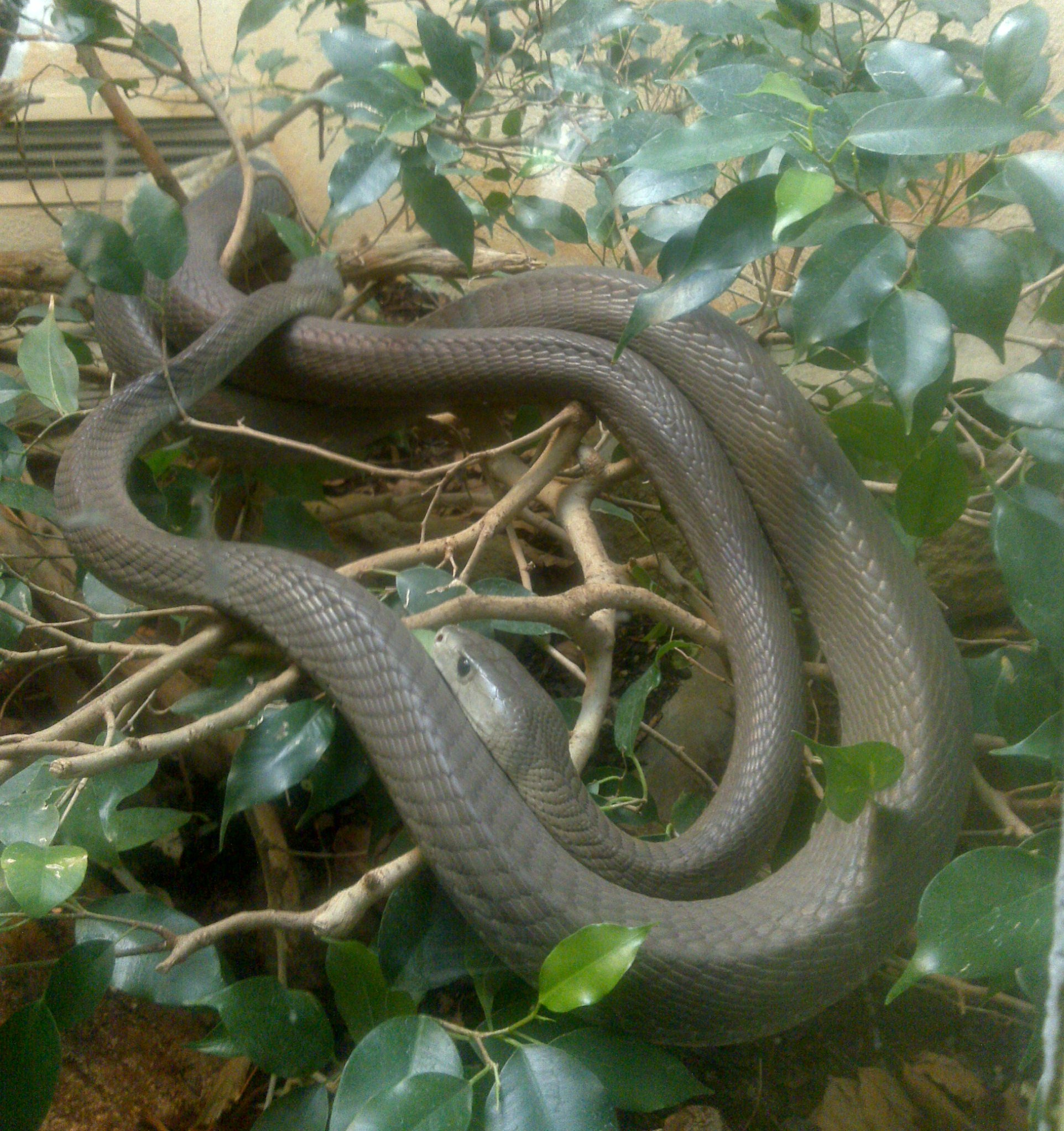
ممبة سوداء تتسلق فرع في حديقة الحيوانات في لندن
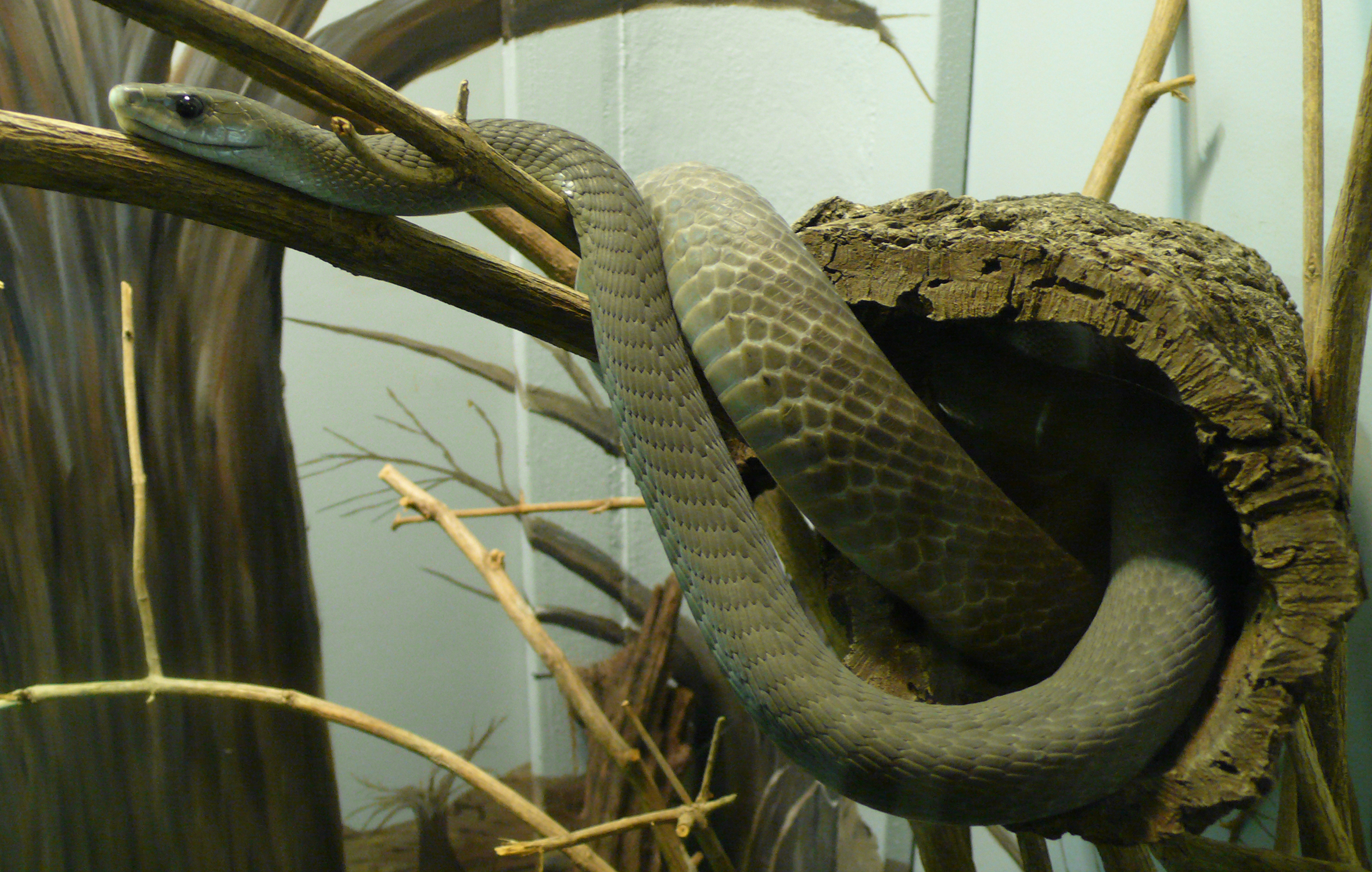
ممبة سوداء في حديقة الحيوانات ساينت لويس
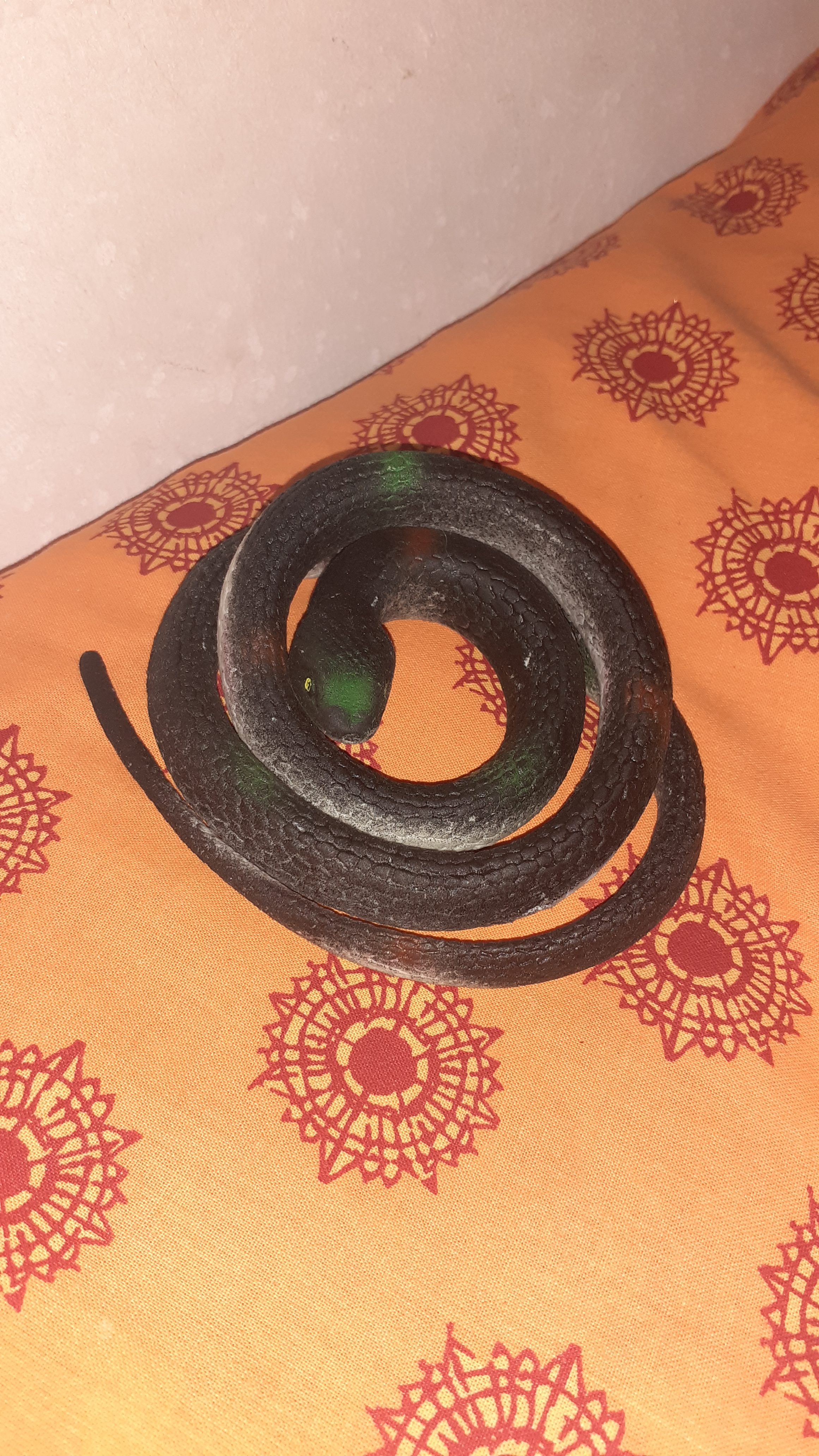
ممبة سوداء وهي لعبة